# خوین الکبیر
خوین الکبیر (به عربی: خوین الکبیر) یک روستا در سوریه است که در ناحیه تمانعه واقع شده‌است. خوین الکبیر ۲٬۰۹۴ نفر جمعیت دارد.